# Antena Stars
Antena Stars este un post de televiziune din România care se concentrează pe divertisment și știri din lumea vedetelor. Este deținut de Antena TV Group și a fost lansat în 2013. Postul de televiziune oferă o gamă largă de emisiuni, inclusiv talk-show-uri, reality show-uri și emisiuni de divertisment.

## Emisiuni difuzate în prezent[2]
| #  | Nume                                | Prezentator(i)               | Data premierei                      |
| -- | ----------------------------------- | ---------------------------- | ----------------------------------- |
| 1  | Acces Direct                        | Mirela Vaida și Adrian Velea | 2008 (Antena 1) 2022 (Antena Stars) |
| 2  | Știrile Antena Stars                | Geanina Ilieș și Marius Niță | 2024                                |
| 3  | Mireasa: Capriciile iubirii         | Raluca Preda                 | 2021                                |
| 4  | Mireasa: direct din culise          | Andreea Frățilă              | 2024                                |
| 5  | Meniu de vedetă                     | Horia Manea                  | 2024                                |
| 6  | Un show păcătos                     | Dan Capatos                  | 2008 (Antena 1) 2024 (Antena Stars) |
| 7  | Viața fără filtru                   | Natalia Mateuț               | 2024                                |
| 8  | Lumea nevăzută                      | Dana Bălăceanu               | 2019                                |
| 9  | Visul românesc-Succes Internațional | Mădălina Bălan               | 2024                                |
| 10 | Vacanță de vedetă                   | Laura Cosoi                  | 2024                                |
| 11 | SpyNews Tv                          | Mara Bănică și Marius Niță   | 2024                                |

## Istoric
La lansarea sa din 9 aprilie 2007 Antena 2 era un post particular de televiziune cu emisiuni de dezbatere socială, showbiz și documentare. Din 9 aprilie 2011 Antena 2 și-a schimbat identitatea devenind monden.
Transformarea Antenei 2 în Antena Stars a fost programată pentru 16 decembrie 2013, dar membrii Consiliului Național al Audiovizualului au respins pe 10 decembrie prin vot solicitarea postului Antena 2 datorită intenției de a include în grila de programe o emisiune moderată de Bianca Drăgușanu. Noua grilă și noua siglă au intrat pe post pe 16 decembrie, cum se planificase, însă noua identitate a fost reanalizată și aprobată abia două zile mai târziu de către CNA, propunerea neincluzând-o, de această dată, pe Drăgușanu printre vedetele postului.
Din 28 noiembrie 2016 Antena Stars împreună cu celelalte canale ale trustului Intact au trecut la formatul 16:9 HD.
Antena Stars a împlinit 10 ani pe 16 decembrie 2023. Cu această ocazie, postul de televiziune a organizat un maraton special de emisiuni live, care a durat întreaga zi, de la 10:00 până la 22:00. 